# 中朝构造域
中朝构造域是早古生代（寒武纪、奥陶纪、志留纪的合称）中国五个构造域之一，这一构造域只含有中朝板块，故名。
在中元古代初期，西域构造域各地块和中朝板块共同组成了亲中朝构造域，是中元古代中国四个构造域之一，但西域构造域一些地块（主要是塔里木板块和柴达木地块）在中元古代和古中朝板块（当时还包括阿拉善地块）发生分离。以后，它们虽然在青白口纪又重新拼合到一起，但在南华纪-震旦纪又再次裂离（这时阿拉善地块也裂离），之后中朝构造域即仅有中朝板块。
中朝板块在古生代的大部分时间里一直处于孤立、稳定的状态。早古生代的祁连运动（或者借用欧美地区的术语，称为加里东运动）对于中朝板块没有影响。直到早二叠纪末期，中朝板块才和亲西伯利亚构造域各地块及西域板块一起与劳亚板块发生碰撞，形成天山-兴安碰撞带，而合并到劳亚板块之上。这个构造活动，在中国称为天山运动，或者借用欧美地区的术语，称为海西运动或华力西运动。